# Bir al-Abd
Bir al-Abd (ar. بئر العبد) – miejscowość w Egipcie, w północno-zachodniej części półwyspu Synaj w muhafazie Synaj Północny, przy drodze nr 30 i linii kolejowej prowadzącej do Arisz, w pobliżu słonego jeziora Bardawil. 
W XIX w. przewodniki opisywały miejscowość jako wodopój ze słonowatą wodą i z kilkoma chatkami telegrafistów.
9 sierpnia 1916 w pobliżu miejscowości miały miejsce walki o Bir al-Abd.
24 listopada 2017 w zamachu terrorystycznym na wychodzących z meczetu wiernych zginęło co najmniej 305 osób, a 130 zostało rannych.